# Аблович, Эдгар
Эдгар Аллен Аблович (англ. Edgar Allen Ablowich; 29 апреля 1913, Гринвилл, Техас — 6 апреля 1998, Верджиния-Бич, Виргиния) — американский легкоатлет (бег на короткие дистанции), чемпион летних Олимпийских игр 1932 года в Лос-Анджелесе, рекордсмен мира.
На Олимпийских играх в Лос-Анджелесе Аблович пробежал второй этап в американской команде (Иван Фукуа, Эдгар Аблович, Карл Уорнер, Билл Карр) в финале эстафеты 4×400 метров. Команда США завоевала золотые медали с новым мировым рекордом (3:08,2 секунды), опередив команды Великобритании и Канады.